# Despoina Chatzīnikolaou
Despoina Chatzīnikolaou (in greco Δεσποινα Χατζηνικολαου?; Vouliagmeni, 21 ottobre 1999) è una calciatrice greca, attaccante dell'AEK Atene e della nazionale greca.

## Carriera

### Club
Nata nel 1999 a Vouliagmeni, in Grecia, ha iniziato a giocare a calcio a 5 anni, con l'Accademia di Vouliagmeni, nella sua città.
A 13 anni si trasferisce all'Odysseas Glyfadas, club con il quale debutta in Alpha Ethniki, il livello di vertice del campionato greco femminile di calcio, mettendosi ben presto in luce e dimostrando una grande abilità nel segnare, siglando 5 reti nelle sue prime partite.
Dal 2016 al 2018 ha giocato nell'Amazones Dramas, mentre nella stagione 2018-2019 ha militato nell'Arīs Salonicco.
Nell'estate 2019 si è trasferita in Italia, venendo aggregata al ritiro del Napoli, neopromosso in Serie B, a fine luglio, firmando poi nei primi giorni di agosto. Ha esordito con le azzurre il 15 settembre, alla 1ª giornata di campionato, in campo per tutti i 90' nella vittoria per 2-1 sul campo del Castelvecchio. Nel turno successivo ha segnato la sua prima rete, realizzando l'1-0 al 42' nella gara casalinga contro il San Marino, poi pareggiata per 1-1.
Durante la sessione estiva di calciomercato decide di ritornare in patria firmando un contratto con l'AEK Atene.

### Nazionale
Ha esordito con la nazionale under 17 greca nel 2014, giocando fino al 2016 7 partite di qualificazione agli Europei under 17 di Islanda 2015 e Bielorussia 2016, realizzando 7 reti.
Nel 2016 è passata in under 19, disputando fino al 2018 9 gare di qualificazione agli Europei under 19 di Irlanda del Nord 2017 e Svizzera 2018, realizzando 3 gol.
Ha debuttato in gara ufficiale con la nazionale maggiore l'8 ottobre 2019, nella sfida delle qualificazioni all'Europeo di Inghilterra 2022 in casa a Salonicco contro la Germania, persa per 5-0, giocando titolare.

## Statistiche

### Presenze e reti nei club
Statistiche aggiornate al 14 giugno 2023.
| Stagione        | Squadra         | Campionato      | Campionato | Campionato | Coppe nazionali | Coppe nazionali | Coppe nazionali | Coppe continentali | Coppe continentali | Coppe continentali | Altre coppe | Altre coppe | Altre coppe | Totale | Totale |
| Stagione        | Squadra         | Comp            | Pres       | Reti       | Comp            | Pres            | Reti            | Comp               | Pres               | Reti               | Comp        | Pres        | Reti        | Pres   | Reti   |
| --------------- | --------------- | --------------- | ---------- | ---------- | --------------- | --------------- | --------------- | ------------------ | ------------------ | ------------------ | ----------- | ----------- | ----------- | ------ | ------ |
| 2019-2020       | Napoli          | B               | 15         | 10         | CI              | 1               | 2               | -                  | -                  | -                  | -           | -           | -           | 16     | 12     |
| 2020-2021       | Napoli          | A               | 5          | 1          | CI              | 1               | 0               | -                  | -                  | -                  | -           | -           | -           | 6      | 1      |
| 2021-2022       | Napoli          | A               | 6          | 0          | CI              | 1               | 0               | -                  | -                  | -                  | -           | -           | -           | 7      | 0      |
| Totale Napoli   | Totale Napoli   | Totale Napoli   | 26         | 11         |                 | 3               | 2               |                    | -                  | -                  |             | -           | -           | 29     | 13     |
| 2022-2023       | Lazio           | B               | 23         | 13         | CI              | 2               | 0               | -                  | -                  | -                  | -           | -           | -           | 25     | 13     |
| Totale carriera | Totale carriera | Totale carriera | 49         | 24         |                 | 5               | 2               |                    | -                  | -                  |             | -           | -           | 54     | 26     |

## Palmarès

### Club
- Campionato greco: 1

AEK Atene: 2024-2025
- Coppa di Grecia femminile: 1

AEK Atene: 2025